# Cole (Oklahoma)
Cole es un pueblo ubicado en el condado de McClain en el estado estadounidense de Oklahoma. En el año 2010 tenía una población de 555 habitantes y una densidad poblacional de 14,19 personas por km².

## Geografía
Cole se encuentra ubicado en las coordenadas 35°6′21″N 97°34′23″O / 35.10583, -97.57306 (35.105921, -97.572964).

## Demografía
Según la Oficina del Censo en 2000 los ingresos medios por hogar en la localidad eran de $40,588 y los ingresos medios por familia eran $41,750. Los hombres tenían unos ingresos medios de $29,732 frente a los $18,542 para las mujeres. La renta per cápita para la localidad era de $14,474. Alrededor del 10.0% de la población estaban por debajo del umbral de pobreza.